# Мария Австрийская
Мария Австрийская, Мария Габсбургская (нем. Maria von Österreich; 18 сентября 1505, Брюссель — 18 октября 1558, Кастилия) — дочь королевы Кастилии и Арагона Хуаны I и её супруга Филиппа Австрийского. Жена короля Людовика II Ягеллонского, королева Венгрии и Чехии. После смерти своего мужа, по настоянию брата являлась штатгальтером Нидерландов. Одна из самых влиятельных фигур в Европе XVI-го века.

## Ранняя жизнь
Эрцгерцогиня Мария Австрийская родилась в Брюсселе 15 сентября 1505 года между десятью и одиннадцатью часами утра, была пятым ребёнком будущей королевы Испании Хуаны I и её супруга эрцгерцога Филиппа Австрийского. 20 сентября она была крещена и названа в честь своей бабушки по отцовской линии — герцогини Марии Бургундской. Со стороны своей матери девочка была внучкой великой королевы Кастилии Изабеллы I и короля Арагона Фердинанда II, а со стороны отца императора Священной Римской империи Максимилиана I Габсбурга.
17 марта 1506 года император Максимилиан пообещал выдать юную принцессу замуж за первенца, рождённого королём Венгрии Владиславом II. В то же время два монарха решили, что брат Марии — Фердинанд женится на дочери Владислава — Анне Ягеллонской.
Три месяца спустя жена короля Владислава Анна де Фуа родила сына, названного Людовиком. Королева Анна умерла при родах, и королевские врачи приложили огромные усилия, чтобы сохранить жизнь болезненному Людовику.
После смерти отца Марии в сентябре 1506 года психическое здоровье её матери начало ухудшаться. Мария вместе со своим братом Карлом и её сестрами, Элеонорой и Изабеллой, была отдана на попечение её тётке, эрцгерцогине Маргарите Австрийской, в то время как двое других братьев и сестер, Фердинанд и посмертно родившаяся Екатерина, остались в Кастилии. Мария воспитывалась при изысканном и утонченном дворе своей тётки в Мехелене, в Нидерландах.

## Королева Венгрии и Богемии
В 1514 году Мария Австрийская была вызвана ко двору своего деда, императора Максимилиана, в Вену. И спустя год, 22 июля 1515 года Мария вышла замуж за будущего короля Венгрии и Чехии — Людовика Ягеллонского в соборе Святого Стефана в Вене. Из-за возраста было решено, что молодожёны не будут жить вместе ещё несколько лет. В марте 1516 умер свёкор Марии, король Владислав II и на трон вступил муж юной эрцгерцогини, под именем короля Людовика II.
Мария Австрийская переехала в Инсбрук, где получала образование до 1521 года. Император Максимилиан поощрял её интерес к охоте, страсть к наукам, музыке и искусствам. Эта страсть позже будет продемонстрирована во время её пребывания на посту штатгальтера Нидерландов.
Мария отправилась в Венгрию в июне 1521 года, где 11 декабря она была помазана и коронована королевой Венгрии епископом Загреба, в Секешфехерваре. За коронацией королевы последовали блестящие торжества. Сам королевский брак Марии с Людовиком был благословлен 13 января 1522 года в Буде. Помазание и коронация королевой Богемии состоялась 1 июня 1522 года.
Изначально Мария Австрийская не имела какого-либо политического влияния на дела королевства, в связи со своим возрастом. Её двор был переполнен немцами и голландцами, которые легли в основу интересов Габсбургской монархии.
Уже к 1524 году Мария стала иметь большой авторитет и влияние в своей стране. В 1525 году она взяла под контроль одну мощную политическую фракцию и нейтрализовала другую, а посол Австрии, Андреа де Борго, был назначен самой королевой.
Во время пребывания на троне Венгрии Марию привлекло внимание учение Мартина Лютера, который посвятил ей четыре псалма в 1526 году. Несмотря на резкое неодобрение её брата Фердинанда Габсбурга, учения Лютера были очень привлекательны для Марии во время её замужества и для её сестры Изабеллы Австрийской и её зятя, короля Дании Кристиана II. Но вскоре из-за давления брата Мария отвернулась от лютеранских учений. Её доверенный придворный проповедник Иоганн Хенкель также считается ответственным за возвращение Марии в лоно католицизма.
В свободное время королева проводила верхом, занимаясь также охотой на открытой местности, недалеко от дворца.
Королева безуспешно пыталась вместе с супругом мобилизовать венгерскую аристократию против неминуемого османского вторжения. Людовик II Ягеллонский унаследовал страну, дворяне которой воевали между собой и против крестьянства. Венгрия была достаточно раздроблена, когда к концу 1525 года стало ясно, что османский султан Сулейман I планировал вторжение.
«Если бы Мария Австрийская могла бы стать суверенным правителем, наши дела были бы в лучшем состоянии».Из письма венгерского придворного Эразму Роттердамскому

## Османское вторжение
29 августа 1526 года султан Османской империи Сулейман I и его армия прорвали южную оборону Венгрии, начав великую битву при Мохаче. Людовик II и всё его правительство выступили с небольшой армией в 20 000 человек. Битва закончилась менее чем за два часа, и вся венгерская армия была практически уничтожена. Людовик попытался бежать с места битвы, но соскользнул со своей испуганной лошади и утонул. В последующем Мария Австрийская будет оплакивать его всю оставшуюся жизнь, поклявшись что никогда больше не выйдет замуж и всегда носила медальон в форме сердца, который носил её муж в роковой битве при Мохаче.
Теперь Венгрия была разделена на три части: на Османскую Венгрию — часть управляемая Османской империи, Королевскую Венгрию — часть управляемая Австрийской монархией, и Восточно-Венгерское королевство — управляемое венгерским аристократом Яношом Запойяи. Брат Марии — Фердинанд Австрийский был избран королем Богемии.

## Регентство в Венгрии
На следующий день после смерти мужа Мария Венгерская известила эрцгерцога Фердинанда Австрийского о поражении и попросила его приехать в Венгрию. Уже вдовствующая королева попросила войска поддержать её до прибытия брата. Фердинанд, занятый в Богемии, где он уже был избран королём, вместо этого назначил Марию на пост регента Венгрии.
Весь следующий год Мария Австрийская добивалась избрания своего брата королём Венгрии. Летом 1527 года, когда Фердинанд наконец прибыл в Венгрию и принял корону регентство Марии закончилось.
Вскоре, бывшая королева испытала финансовые затруднения, болезни и одиночество. В 1528 году Маргарита Австрийская, тётка Марии, предложила ей выйти замуж за короля Шотландии Якова V Стюарта, но та отвергла эту идею.
В 1528 году Фердинанд вновь предложил своей сестре взять регентство, но она отказалась, заявив, что «для таких дел нужен человек более мудрый и старше». Новоиспечённый король Венгрии упорно вовлекал Марию в свои государственные дела на протяжении всего 1529 года.

## Штатгальтер Нидерландов
В декабре 1530 года умерла великая эрцгерцогиня Маргарита Австрийская, оставив пост штатгальтера Габсбургских Нидерландов вакантным.
Спустя год, 3 января 1531 года старший брат Марии, император Священной Римской империи Карл V, попросил свою сестру принять правление в Нидерландах. Карл V правил огромной империей и постоянно нуждался в надёжных членах семьи, которые могли бы управлять его отдаленными территориями от его имени. Мария Австрийская хоть и неохотно, но согласилась.
Вдовствующая королева Венгрии и Богемии настолько успешно справлялась с делами в Нидерландах, что Карл впоследствии обязывал её сохранить за собой этот пост и наделил большими полномочиями, чем имела их тётя.
В отличие от Маргариты Австрийской, Мария была глубоко несчастна во время своего пребывания на посту штатгальтера и никогда не получала от этого удовольствия. В мае 1531 года, правившая всего четыре месяца, Мария сказала своему брату Фердинанду, что её прибывание в Нидерландах похоже на туго затянутую петлю на шее. В то время как Маргарита Австрийская считалась по-настоящему женственной, гибкой, адаптируемой, юмористической и очаровательной, Мария была непреклонной и авторитарной. Маргарита добивалась своих целей, используя улыбку, шутку или похвалу, а Мария вместо этого использовала циничные и едкие комментарии. В отличие от тёти, Мария не умела ни прощать, ни забывать.

### Опека над племянницами
Принятие правления в Нидерландах означало принятие опекунства над её двумя племянницами — Доротеей Датской и Кристиной Датской, дочерьми её старшей сестры, королевы Дании Изабеллы Австрийской, которая умерла в 1526 году. После смерти Изабеллы о принцессах позаботилась эрцгерцогиня Маргарита, но теперь после её смерти Карл V полагался на Марию Австрийскую, чтобы устроить для них удачный брак, особенно для Доротеи, которую он хотел посадить на датский престол.
В 1532 году Франческо II Сфорца, герцог Миланский, предложил жениться на Кристине Датской, которой тогда было 11 лет, на что Карл V согласился, но Мария решительно воспротивилась этому решению, объяснив тем, что Кристина слишком молода для замужества. Карл проигнорировал слова Марии, но ей все же удалось отложить свадьбу.
Сначала штатгальтерша сказала миланским послам, что её племянница больна, а затем увезла её в другую часть Нидерландов по «серьезным делам». Кристина наконец вышла замуж 28 сентября 1532 года, но и тут Марии удалось отложить отъезд до 11 марта 1533 года.
Сразу после отъезда Кристины Датской Мария Австрийская заболела и попросила разрешения уйти с поста штатгальтера, на что Карл V не позволил. Год спустя, вторая племянница Марии, Доротея Датская тоже вышла замуж, а через несколько месяцев после её отъезда, уже овдовевшая Кристина вернулась ко двору своей тётки.
Король Англии Генрих VIII немедленно предложил Кристине свою руку, и Карл V убедил наместницу Нидерландов договориться о браке. Сама же Мария Австрийская была против такого союза и очень долго тянула переговоры. В конце концов Генрих был отлучен от церкви в 1539 году, после чего императору сразу же пришлось прекратить все связи с английским королём.
Лишь в июле 1541 Кристина Ольденбургская вышла замуж за сына герцога Лотарингии Антуана II Доброго — Франциска, вступивший вместе с женой на лотарингский престол в 1544 году и умерев спустя год, в 1545. Впоследствии герцогом Лотарингии станет сын Кристины — Карл III, где та возьмёт бразды правления в Лотарингии в свои руки.

### Отношения с братом
Карл V Габсбург заверил Марию, что не сомневается в её верности католической церкви. Император понимал, что королеву не так уж и легко запутать и манипулировать в личных вопросах. Тем не менее, покидая Генеральные штаты в октябре 1531 года, Карл предупредил свою младшую сестру, сказав, что, если кто-то из его членов семьи станет последователем Лютера, то он будет считать их своими величайшими врагами. Таким образом, Мария Австрийская была вынуждена подавлять протестантизм в Нидерландах, невзирая на свою религиозную терпимость. Однако она всегда стремилась как можно меньше соблюдать законы брата о религии. За все время пребывания на посту, вдовствующую королеву несколько раз обвиняли в защите протестантов.
Её решимость иногда вызывала большие конфликты с Карлом. В некоторых вопросах Марии приходилось подчиняться своему брату, поэтому его отношения в этой области с сестрой были никак не лучше, чем с умершей тётей.

### Осложнения в Нидерландах
«Кто бы ни руководил этой страной, он должен быть очень общительным со всеми, чтобы завоевать благосклонность как знати, так и обычного народа, ибо эта страна не подчиняется монархии, нет олигархического порядка. И поэтому женщина, особенно если она вдова, не может полностью распоряжаться всеми своими обязанностями».Из письма Марии Австрийской своему брату императору Карлу V. Брюссель, 1555 г.
Мария забеспокоилась о потере власти и в феврале 1534 года у неё возникли проблемы с финансами. Она жаловалась императору, что бюджет государства не может быть сбалансирован даже в мирное время.
В августе 1537 года эрцгерцогиня поняла, что Нидерланды больше не управляемы, и написала письмо своему брату, императору, сказав что он должен сам приехать и всё урегулировать. Фактически Мария Австрийская довольно хорошо справлялась с кризисом внутри страны и хранила хладнокровие на публике. В октябре она отправилась на север Франции, чтобы встретиться со своим зятем, королём Франции Франциском I, вторым мужем её сестры Элеоноры Австрийской. 23 октября правители подписали договор, в котором Франциск обязывался перед Марией Австрийской, что не будет помогать восставшим против неё, в то время как она сама пообещала компенсацию французским дворянам, потерявшим свои земли в Нидерландах во время Итальянских войн.
В июле 1534 года Мария попыталась объединить все провинции Нидерландов, сделав это предложение в Генеральных штатах, в Мехелене, сославшись на своего брата, который просил провинции оказывать друг другу союзничество. От этого пришлось отказаться, особенно после того, как Мария и король Франции не смогли договориться о мире между Империей Габсбургов и Францией. Письма Марии императору теперь стали более гневными и едкими, напоминавшие театральные вспышки их тёти Маргариты.
Мария стремилась к миру в Нидерландах. Карл V не обращал внимания на проблемы, с которыми она сталкивалась как наместница, и часто её игнорировал. Один такой инцидент привел к захвате Францией города Мец. По итогам Мария Австрийская была вынуждена вести войну против французского короля в 1537 году и бороться с восстанием в Генте 1538—1540 гг, вызванным по мнению фламандцев большими налогами.
В 1555 году эрцгерцогиня Австрийская должна была выступить посредником между своими братьями, когда Карл V Габсбург решил отречься от престола и передать управление Нидерландами своему сыну, королю Испании Филиппу II, несмотря на возражения короля Венгрии и Богемии Фердинанда.
Когда Мария узнала о решении Карла, она сообщила ему, что уйдет с поста штатгальтера, из-за чего Карл вместе с Филиппом убеждали её остаться на этом посту. Несчастная вдова, бывшая королева Богемии и Венгрии вела хронику трудностей, с которыми она столкнулась в связи со своим полом, разногласиям со старшим братом, где ей приходилось привыкать и мириться с его выходками. Более того, она не хотела приспосабливаться к выходками своего племянника Филиппа и искать к нему отдельный подход. Также фактической причиной отставки Марии были её многочисленные разногласия с Филиппом. Она попросила разрешения Карла покинуть Нидерланды после её отставки, опасаясь, что её снова втянут в политические игры, если она останется.
Наконец император позволил своей сестре уйти в отставку. Она официально объявила о своем решении в Генеральных штатах 24 сентября 1555 года и распустила штаты. 25 октября её полномочия были переданы Филиппу, который, несмотря на свою личную неприязнь к своей тёте, пытался убедить её вернуться на этот пост.
После очередной ссоры с Филиппом Мария удалилась в Тюрнхаут, где прожила ещё год.

## Жизнь в Кастилии
Мария Австрийская хотела удалиться в Кастилию и жить со своей недавно овдовевшей сестрой, Элеонорой Австрийской, недалеко от Карла.
Мария скептически относилась к переезду в Кастилию, ибо там проживала её психически больная мать, которая ещё к тому была правительницей этих земель, да и тем более сама Мария никогда не жила в Кастилии. Она боялась, что смерть Элеоноры оставит её одну в стране, обычаев которой она не знала. Так 15 сентября 1556 года, Мария отплыла из Гента в свою родную страну.
Хоть бывшая королева Богемии и повторяла, что не собирается лезть в политику, всё таки она предложила своей племяннице Хуане Австрийской, которая была регентом, стать её советником, на что Хуана отказала, в связи с тем, что совершенно никаким образом не желала делить власть.
Мария недолго радовалась отставке. В феврале на её собственных руках умерла её сестра, Элеонора Австрийская, вдовствующая королева Франции.
Убитая горем эрцгерцогиня отправилась к своему старшему брату, чтобы спросить у него о своём будущем положении, где Карл заявил, чтобы та вернулась в Нидерланды и возобновила наместничество, но Мария была непреклонна и отказалась. Лишь в августе, когда Карл V заболел и она решилась возобновить наместничество в Нидерландских землях.

## Смерть
В сентябре Мария была полностью готова к отъезду в Нидерланды и возобновлению своей должности, когда ей сообщили о смерти Карла. Обеспокоенная смертью брата и сестры, эрцгерцогиня, которая большую часть своей жизни страдала сердечным заболеванием, в октябре пережила два сердечных приступа. Оба были настолько тяжелыми, что врачи подумали, что она умерла. Вдовствующая королева Венгрии и Богемии умерла всего несколько недель спустя, в Сигалесе 18 октября 1558 года.
В своем последнем завещании Мария Австрийская оставила всё свое имущество племяннику — Филиппу II. Незадолго до смерти она решила, что её племянники, Филипп и Хуана, должны исполнить её волю. Она попросила расплавить её золотой медальон в форме сердца, который когда-то носил её муж, и раздать золото бедным.
Впервые вдовствующая королева Мария Австрийская была похоронена в монастыре Святого Бенедикта в Вальядолиде. Через пятнадцать лет после её смерти Филипп II приказал перевезти останки в Эль-Эскориал.